# カラパナ (ピリ王朝)
カラパナ (Kalapana) はピリ王朝の5代王。古い聖歌や伝説で言及されている。

## 家族
カラパナはおそらく、ピリ王朝のカニパフの子であるカナロアと彼の妹マコアニの子。カラパナは、マケアマラマイハナイとも呼ばれるマラマイハナイアエと結婚した。彼らの子はカハイモエレア。

## 治世

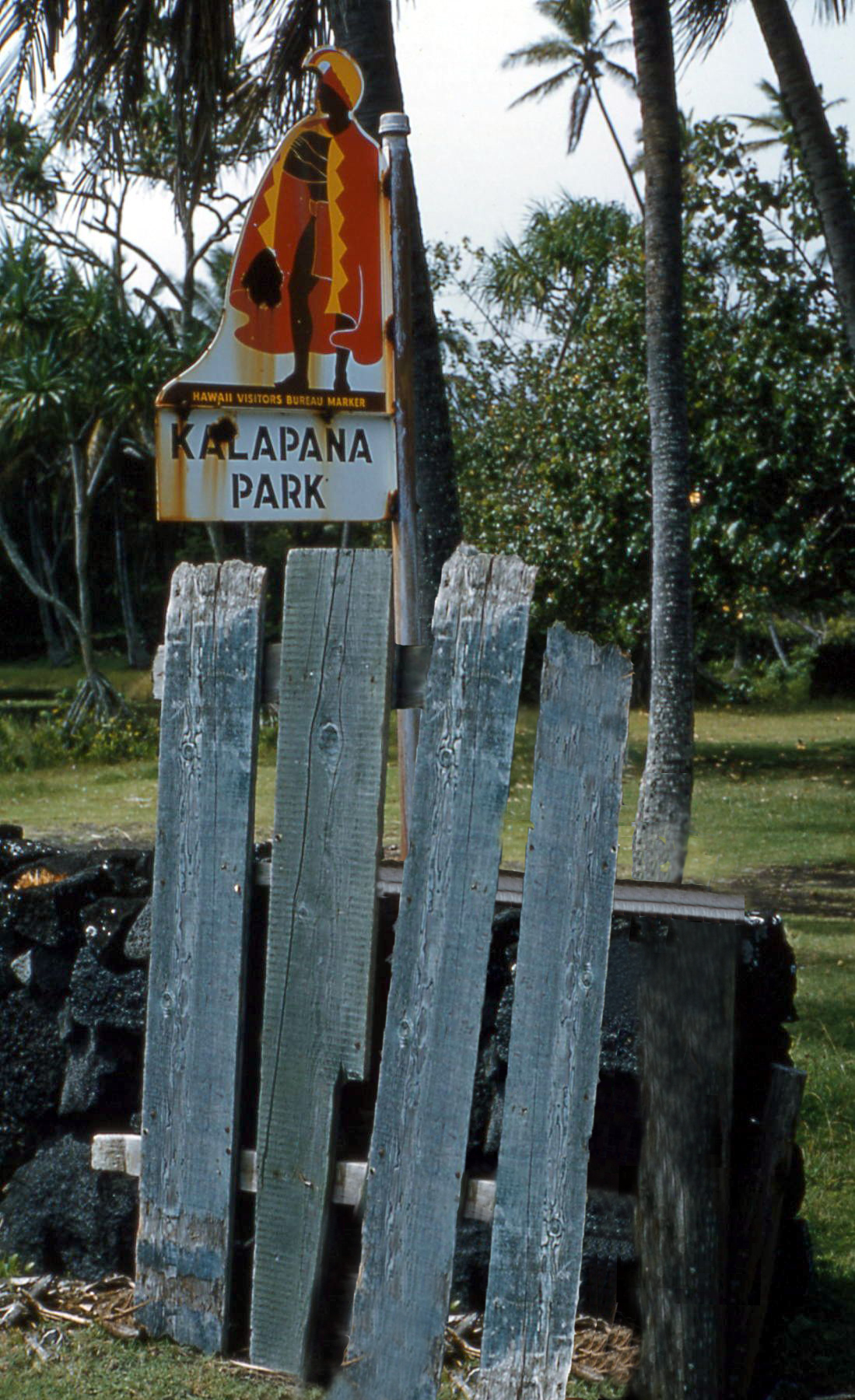
カラパナはビックアイランドの町に名を残している。

伝説によると、カラパナは残酷な王カマイオレの後継者。